# Ренийдодекаалюминий
Ренийдодекаалюминий — бинарное неорганическое соединение
рения и алюминия
с формулой Al12Re,
кристаллы.

## Получение
- Сплавление стехиометрических количеств чистых веществ:

{\displaystyle {\mathsf {Re+12Al\ {\xrightarrow {600^{o}C}}\ Al_{12}Re}}}

## Физические свойства
Ренийдодекаалюминий образует кристаллы
кубической сингонии,
пространственная группа I m3,
параметры ячейки a = 0,75280 нм, Z = 2,
структура типа вольфрамдодекаалюминия Al12W
.
Соединение образуется по перитектической реакции при температуре ≈600°C  или инконгруэнтно плавится при температуре 750°C ). 